# John Sydney Lethbrigde
John Sydney Lethbrigde, britanski general, * 1897, † 1961.